# Super Formula 2023
La stagione 2023 della Super Formula è stata la cinquantunesima edizione del più importante campionato giapponese per vetture a ruote scoperte, l'undicesima con la denominazione di Super Formula. La serie è iniziata l'8 aprile ed è terminata il 29 ottobre. 
La stagione ha visto l'esordio per il nuovo modello di unica vettura ammessa, la Dallara SF23.

## La Pre-stagione

### Calendario
La prima bozza del calendario per il 2023 è stata pubblicata l'8 agosto 2022. Mentre l'ufficialità della versione definitiva è arrivata a novembre.
| Gara | Gara | Circuito           | Località                      | Data       | Evento di supporto                              |
| ---- | ---- | ------------------ | ----------------------------- | ---------- | ----------------------------------------------- |
| 1    | 1    | Circuito del Fuji  | Oyama, Prefettura di Shizuoka | 8 aprile   | Ferrari Challenge Japan Honda N-One Owner's Cup |
| 2    | 2    | Circuito del Fuji  | Oyama, Prefettura di Shizuoka | 9 aprile   | Ferrari Challenge Japan Honda N-One Owner's Cup |
| 3    | 3    | Circuito di Suzuka | Suzuka, Prefettura di Mie     | 23 aprile  | All Japan Road Race Championship                |
| 4    | 4    | Autopolis          | Hita, Prefettura di Ōita      | 21 maggio  | Super Formula Lights                            |
| 5    | 5    | Sportsland SUGO    | Shibata, Prefettura di Miyagi | 18 giugno  | Super Formula Lights                            |
| 6    | 6    | Circuito del Fuji  | Oyama, Prefettura di Shizuoka | 16 luglio  | Lamborghini Super Trofeo Asia                   |
| 7    | 7    | Twin Ring Motegi   | Motegi, Prefettura di Tochigi | 20 agosto  | TCR Japan Touring Car Series                    |
| 8    | 8    | Circuito di Suzuka | Suzuka, Prefettura di Mie     | 28 ottobre | Honda N-One Owner's Cup Toyota 86 Racing Series |
| 9    | 9    | Circuito di Suzuka | Suzuka, Prefettura di Mie     | 29 ottobre | Honda N-One Owner's Cup Toyota 86 Racing Series |

- Tutte le corse sono disputate in Giappone.

## Scuderie e piloti

### Scuderie
La Red Bull non supporta più il Team Goh, e passa a sostenere il Team Mugen. L'ex squadra del Team Goh è stata rinominata come "TGM Grand Prix" in vista della stagione 2023. Il B-Max Racing espande la sua presenza, presentando due vetture.

### Piloti
Il campione della Super Formula Lights 2022  Kazuto Kotaka rientra nella categoria, competendo con la Kondō Racing. Kotaka, che nel 2021 era stato pilota della KCMG, sostituisce Sacha Fenestraz, passato alla Nissan in Formula E. Il vicecampione Kakunoshin Ohta fa il suo debutto per la Dandelion Racing, sostituendo Hiroki Otsu.
Raoul Hyman, dopo la vittoria nella Formula Regional Americas Championship 2022, ottiene l'appoggio della Honda, passando a condurre per il B-Max Racing, che da quest'anno utilizza due vetture. L'ex pilota di Formula 2 Liam Lawson debutta nel campionato, rimpiazzando Ukyo Sasahara al Team Mugen.
Il miglior esordiente del 2022, Ren Sato, si sposta alla Nakajima Racing per prendere il volante di Toshiki Oyu.

### Tabella riassuntiva
| Team                         | Motore | No. | Piloti              | Gare     |
| ---------------------------- | ------ | --- | ------------------- | -------- |
| Team Mugen                   | Honda  | 1   | Tomoki Nojiri       | 1–3, 5-9 |
| Team Mugen                   | Honda  | 1   | Hiroki Otsu         | 4        |
| Team Mugen                   | Honda  | 15  | Liam Lawson         | Tutti    |
| Kondō Racing                 | Toyota | 3   | Kenta Yamashita     | Tutti    |
| Kondō Racing                 | Toyota | 4   | Kazuto Kotaka       | Tutti    |
| DoCoMo Team Dandelion Racing | Honda  | 5   | Tadasuke Makino     | Tutti    |
| DoCoMo Team Dandelion Racing | Honda  | 6   | Kakunoshin Ohta     | Tutti    |
| KCMG                         | Toyota | 7   | Kamui Kobayashi     | Tutti    |
| KCMG                         | Toyota | 18  | Yuji Kunimoto       | Tutti    |
| ThreeBond Drago Corse        | Honda  | 12  | Nirei Fukuzumi      | Tutti    |
| ROOKIE Racing                | Toyota | 14  | Kazuya Oshima       | Tutti    |
| Itochu Enex Team Impul       | Toyota | 19  | Yuhi Sekiguchi      | Tutti    |
| Itochu Enex Team Impul       | Toyota | 20  | Ryō Hirakawa        | Tutti    |
| Kuo Vantelin Team TOM'S      | Toyota | 36  | Giuliano Alesi      | Tutti    |
| Kuo Vantelin Team TOM'S      | Toyota | 36  | Ukyo Sasahara       | 6-9      |
| Kuo Vantelin Team TOM'S      | Toyota | 37  | Ritomo Miyata       | Tutti    |
| P.mu/Cerumo・INGING          | Toyota | 38  | Sho Tsuboi          | Tutti    |
| P.mu/Cerumo・INGING          | Toyota | 39  | Sena Sakaguchi      | Tutti    |
| B-MAX Racing                 | Honda  | 50  | Nobuharu Matsushita | Tutti    |
| B-MAX Racing                 | Honda  | 51  | Raoul Hyman         | Tutti    |
| TGM Grand Prix               | Honda  | 53  | Toshiki Oyu         | 1-5, 7   |
| TGM Grand Prix               | Honda  | 53  | Hiroki Otsu         | 6        |
| TGM Grand Prix               | Honda  | 53  | Riki Okusa          | 8-9      |
| TGM Grand Prix               | Honda  | 55  | Cem Bölükbaşı       | Tutti    |
| TCS Nakajima Racing          | Honda  | 64  | Naoki Yamamoto      | Tutti    |
| TCS Nakajima Racing          | Honda  | 64  | Hiroki Otsu         | 8-9      |
| TCS Nakajima Racing          | Honda  | 65  | Ren Sato            | Tutti    |

- Tutte le vetture sono Dallara SF23.

## Modifiche al regolamento
Da questa stagione l'unica vettura ammessa al campionato è la Dallara SF23, che prende il posto della SF19.

## Risultati e classifiche

### Risultati
| Gara | Circuito  | Pole Position   | Giro Veloce    | Vincitore       | Vettura        | Team                         |
| ---- | --------- | --------------- | -------------- | --------------- | -------------- | ---------------------------- |
| 1    | Fuji      | Tomoki Nojiri   | Liam Lawson    | Liam Lawson     | Dallara-Honda  | Team Mugen                   |
| 2    | Fuji      | Tomoki Nojiri   | Toshiki Oyu    | Tomoki Nojiri   | Dallara-Honda  | Team Mugen                   |
| 3    | Suzuka    | Toshiki Oyu     | Ritomo Miyata  | Ritomo Miyata   | Dallara-Toyota | Kuo Vantelin Team TOM'S      |
| 4    | Autopolis | Sho Tsuboi      | Sho Tsuboi     | Liam Lawson     | Dallara-Honda  | Team Mugen                   |
| 5    | Sugo      | Toshiki Oyu     | Liam Lawson    | Ritomo Miyata   | Dallara-Toyota | Kuo Vantelin Team TOM'S      |
| 6    | Fuji      | Tadasuke Makino | Ryō Hirakawa   | Liam Lawson     | Dallara-Honda  | Team Mugen                   |
| 7    | Motegi    | Tomoki Nojiri   | Ryō Hirakawa   | Tomoki Nojiri   | Dallara-Honda  | Team Mugen                   |
| 8    | Suzuka    | Tomoki Nojiri   | Ritomo Miyata  | Tomoki Nojiri   | Dallara-Honda  | Team Mugen                   |
| 9    | Suzuka    | Liam Lawson     | Yuhi Sekiguchi | Kakunoshin Ohta | Dallara-Honda  | DoCoMo Team Dandelion Racing |

### Sistema di punteggio
I punti sono assegnati secondo lo schema seguente:
| Gara      | Gara | Gara | Gara | Gara | Gara | Gara | Gara | Gara | Gara | Gara |
| Posizione | 1º   | 2º   | 3º   | 4º   | 5º   | 6º   | 7º   | 8º   | 9º   | 10º  |
| --------- | ---- | ---- | ---- | ---- | ---- | ---- | ---- | ---- | ---- | ---- |
| Punti     | 20   | 15   | 11   | 8    | 6    | 5    | 4    | 3    | 2    | 1    |

I punti assegnati per la qualifica valgono solamente per la Classifica piloti.
| Qualifica | Qualifica | Qualifica | Qualifica |
| Posizione | 1º        | 2º        | 3º        |
| --------- | --------- | --------- | --------- |
| Punti     | 3         | 2         | 1         |

### Classifica piloti
| Pos | PIlota              | FUJ1 | FUJ1 | SUZ1 | AUT  | SUG  | FUJ2 | MOT  | SUZ2 | SUZ2 | Punti |
| --- | ------------------- | ---- | ---- | ---- | ---- | ---- | ---- | ---- | ---- | ---- | ----- |
| 1   | Ritomo Miyata       | 52   | 42   | 1    | 2    | 12   | 3    | 4    | 2    | 3    | 114.5 |
| 2   | Liam Lawson         | 13   | 5    | 4    | 12   | 5    | 12   | 133  | 6    | 21   | 106.5 |
| 3   | Tomoki Nojiri       | 21   | 1    | Rit3 |      | 23   | 8    | 1    | 1    | 43   | 106   |
| 4   | Sho Tsuboi          | Rit  | 2    | 2    | 31   | 7    | 11   | Rit  | 5    | 5    | 59    |
| 5   | Ryō Hirakawa        | 3    | 21†  | 3    | 5    | 11   | 4    | 2    | 7    | 6    | 58    |
| 6   | Tadasuke Makino     | 14   | 8    | 15   | 6    | 3    | 21   | Rit  | 43   | 10   | 43    |
| 7   | Kakunoshin Ohta     | 15   | 19   | 17   | 16   | 15   | 63   | Rit2 | 3    | 12   | 35.5  |
| 8   | Kenta Yamashita     | Rit  | 3    | 5    | 4    | 8    | 17   | 9    | 11   | 9    | 32    |
| 9   | Toshiki Oyu         | 7    | 203  | Rit1 | Rit  | Rit1 |      | 3    |      |      | 22    |
| 10  | Ren Sato            | 6    | 9    | DNS  | 7    | 12   | 5    | 16   | 10   | Rit  | 17.5  |
| 11  | Kamui Kobayashi     | Rit  | 6    | 14   | 11   | 6    | 9    | 7    | 8    | 17   | 17.5  |
| 12  | Sena Sakaguchi      | 17   | 10   | 6    | Rit3 | 10   | 10   | 5    | 14   | 11   | 15    |
| 13  | Naoki Yamamoto      | 4    | 15   | 11   | 9    | 13   | 7    | Rit  |      |      | 14    |
| 14  | Kazuya Oshima       | 9    | 11   | 13   | 12   | 4    | 12   | 8    | 19   | 14   | 13    |
| 15  | Kazuto Kotaka       | 10   | 14   | 7    | 19   | 14   | 14   | 6    | 15   | 12   | 10    |
| 16  | Nirei Fukuzumi      | Rit  | 7    | 10   | 8    | 16   | 16   | 14   | 9    | Rit  | 9     |
| 17  | Yuji Kunimoto       | 12   | 16   | 16   | 10   | 9    | 15   | 10   | 16   | 8    | 7     |
| 18  | Cem Bölükbaşı       | 8    | 17   | 9    | 15   | 17   | 18   | 11   | 20   | 15   | 5     |
| 19  | Nobuharu Matsushita | 13   | 12   | 12   | Rit  | Rit  | 13   | Rit  | 13   | 7    | 4     |
| 20  | Giuliano Alesi      | Rit  | Rit  | 8    | 13   | Rit  |      |      |      |      | 3     |
| 21  | Yuhi Sekiguchi      | 11   | 13   | 19   | 18   | Rit  | 20   | Rit  | 12   | 16   | 0     |
| 22  | Ukyo Sasahara       |      |      |      |      |      | 19   | 12   | 22   | WD   | 0     |
| 23  | Riki Okusa          |      |      |      |      |      |      |      | 18   | 13   | 0     |
| 24  | Hiroki Otsu         |      |      |      | 14   |      | 21   |      | 17   | WD   | 0     |
| 25  | Raoul Hyman         | 16   | 18   | 18   | 17   | 18   | Rit  | 15   | 21   | 18   | 0     |
| Pos | PIlota              | FUJ1 | FUJ1 | SUZ1 | AUT  | SUG  | FUJ2 | MOT  | SUZ2 | SUZ2 | Punti |

### Classifica scuderie
| Pos | Team                    | #  | FUJ1 | FUJ1 | SUZ1 | AUT | SUG | FUJ2 | MOT | SUZ2 | SUZ2 | Punti |
| --- | ----------------------- | -- | ---- | ---- | ---- | --- | --- | ---- | --- | ---- | ---- | ----- |
| 1   | Team Mugen              | 1  | 2    | 1    | Rit  | 14  | 2   | 8    | 1   | 1    | 4    | 188.5 |
| 1   | Team Mugen              | 15 | 1    | 5    | 4    | 1   | 5   | 1    | 13  | 6    | 2    | 188.5 |
| 2   | Kuo Vantelin Team TOM'S | 36 | Rit  | Rit  | 8    | 13  | Rit | 19   | 12  | 22   | WD   | 109.5 |
| 2   | Kuo Vantelin Team TOM'S | 37 | 5    | 4    | 1    | 2   | 1   | 3    | 4   | 2    | 3    | 109.5 |
| 3   | P.mu/Cerumo・INGING     | 38 | Rit  | 2    | 2    | 3   | 7   | 11   | Rit | 5    | 5    | 68    |
| 3   | P.mu/Cerumo・INGING     | 39 | Rit  | 10   | 6    | Rit | 10  | 10   | 5   | 14   | 11   | 68    |
| 4   | Itochu Enex Team Impul  | 19 | 11   | 13   | 19   | 18  | Rit | 20   | Rit | 12   | 16   | 58    |
| 4   | Itochu Enex Team Impul  | 20 | 3    | 21†  | 3    | 5   | 11  | 4    | 2   | 7    | 6    | 58    |
| 5   | Kondō Racing            | 3  | Rit  | 3    | 5    | 4   | 8   | 17   | 9   | 11   | 9    | 42    |
| 5   | Kondō Racing            | 4  | 10   | 14   | 7    | 19  | 14  | 14   | 6   | 15   | 12   | 42    |
| 6   | docomo business ROOKIE  | 5  | 14   | 8    | 15   | 6   | 3   | 2    | Rit | 4    | 10   | 69.5  |
| 6   | docomo business ROOKIE  | 6  | 15   | 19   | 17   | 16  | 15  | 6    | Rit | 3    | 1    | 69.5  |
| 7   | TCS Nakajima Racing     | 64 | 4    | 15   | 11   | 9   | 13  | 7    | Rit | 17   | WD   | 31.5  |
| 7   | TCS Nakajima Racing     | 65 | 6    | 9    | DNS  | 7   | 12  | 5    | 16  | 10   | Rit  | 31.5  |
| 8   | TGM Grand Prix          | 53 | 7    | 20   | Rit  | Rit | Rit | 21†  | 3   | 18   | 13   | 20    |
| 8   | TGM Grand Prix          | 55 | 8    | 17   | 9    | 15  | 17  | 18   | 11  | 20   | 21   | 20    |
| 9   | Kids com Team KCMG      | 7  | Rit  | 6    | 14   | 11  | 6   | 10   | 7   | 8    | 17   | 24.5  |
| 9   | Kids com Team KCMG      | 18 | 12   | 16   | 16   | 10  | 9   | 15   | 10  | 16   | 8    | 24.5  |
| 10  | docomo business ROOKIE  | 14 | 9    | 11   | 13   | 12  | 4   | 12   | 8   | 19   | 14   | 13    |
| 11  | ThreeBond Racing        | 12 | Rit  | 7    | 10   | 8   | 16  | 16   | 14  | 9    | Rit  | 9     |
| 12  | B-Max Racing            | 50 | 13   | 12   | 12   | Rit | Rit | 13   | Rit | 13   | 7    | 4     |
| 12  | B-Max Racing            | 51 | 16   | 18   | 18   | 17  | 18  | Rit  | 15  | 21   | 18   | 4     |
| Pos | Team                    | #  | FUJ1 | FUJ1 | SUZ1 | AUT | SUG | FUJ2 | MOT | SUZ2 | SUZ2 | Punti |